# Кубок Франції з футболу 2022—2023
Кубок Франції з футболу 2022–2023 — 106-й розіграш кубкового футбольного турніру у Франції. Титул вперше завоювала «Тулуза», обігравши у фіналі минулорічного переможця «Нант» з рахунком 5:1.

## Календар
| Етап                           | Раунд       | Дата                       |                            |
| ------------------------------ | ----------- | -------------------------- | -------------------------- |
| Попередній етап (регіональний) | 1 Раунд     | Регіональні дати           | Регіональні дати           |
| Попередній етап (регіональний) | 2 Раунд     | Регіональні дати           | Регіональні дати           |
| Попередній етап (регіональний) | 3 Раунд     | 11 вересня 2022            | 11 вересня 2022            |
| Попередній етап (регіональний) | 4 Раунд     | 25 вересня 2022            | 25 вересня 2022            |
| Попередній етап (регіональний) | 5 Раунд     | 9 жовтня 2022              | 9 жовтня 2022              |
| Попередній етап (регіональний) | 6 Раунд     | 16 жовтня 2022             | 16 жовтня 2022             |
| Попередній етап (національний) | 7 Раунд     | 30 жовтня 2022             | 30 жовтня 2022             |
| Попередній етап (національний) | 8 Раунд     | 20 листопада 2022          | 20 листопада 2022          |
| Фінальний етап                 | 1/32 фіналу | 6 – 14 січня 2023          | 6 – 14 січня 2023          |
| Фінальний етап                 | 1/16 фіналу | 20 – 23 січня 2023         | 20 – 23 січня 2023         |
| Фінальний етап                 | 1/8 фіналу  | 8–9 лютого 2023            | 8–9 лютого 2023            |
| Фінальний етап                 | 1/4 фіналу  | 28 лютого – 1 березня 2023 | 28 лютого – 1 березня 2023 |
| Фінальний етап                 | 1/2 фіналу  | 5–6 квітня 2023            | 5–6 квітня 2023            |
| Фінальний етап                 | Фінал       | 29 квітня 2023             | 29 квітня 2023             |

## Регламент
Кубок Франції складається з двох етапів:
- відбіркового, який складається з шести регіональних етапів (перші два організовуються в кожному регіоні за своєю схемою для клубів регіональних ліг, наступні чотири організовуються в регіонах централізовано за участі клубів з національних аматорських і напівпрофесіональних ліг) та двох національних етапів (7-й і 8-й етап, з 7-го стартують клуби Ліги 2[5] та представники заморських територій);
- фінального, який починається з 1/32 фіналу — з цього раунду стартують клуби провідної Ліги 1.[6]

## 1/32 фіналу

### Група A
| Команда 1       | Рахунок      | Команда 2     |
| --------------- | ------------ | ------------- |
| 6 січня 2023    |              |               |
| Гренобль (2)    | 1:0          | Нім (2)       |
| По (2)          | 2:1          | Монпельє      |
| 7 січня 2023    |              |               |
| Грасс (4)       | 1:0          | Стад Тампонез |
| Марсель         | 2:0          | Єр (4)        |
| Монако          | 2:2 пен. 4:5 | Родез (2)     |
| Ле-Пюї (2)      | 1:0          | Ніцца         |
| 8 січня 2023    |              |               |
| Юра Суд Фут (4) | 1:2          | Аяччо         |
| Обань (4)       | 1:3          | Шамбері (5)   |

### Група B
| Команда 1        | Рахунок | Команда 2    |
| ---------------- | ------- | ------------ |
| 7 січня 2023     |         |              |
| Авранш (3)       | 0:2     | Брест        |
| Віруа (5)        | 0:2     | Нант         |
| Плабеннек (5)    | 2:0     | Ванн (4)     |
| Гранвіль (4)     | 0:3     | Ніор (2)     |
| Бордо (2)        | 1:2     | Ренн         |
| 8 січня 2023     |         |              |
| Ланьйон (5)      | 1:7     | Тулуза       |
| Ла-Шатеньєре (6) | 0:6     | Лор'ян       |
| Понтіві (4)      | 1:4     | Ле-Ерб'є (4) |

### Група C
| Команда 1              | Рахунок      | Команда 2                |
| ---------------------- | ------------ | ------------------------ |
| 6 січня 2023           |              |                          |
| Париж (2)              | 3:1          | Валансьєн (2)            |
| 7 січня 2023           |              |                          |
| Таон (5)               | 0:0 пен. 4:2 | Ам'єн (2)                |
| Еса Лінас Монтлеру (5) | 0:2          | Ланс                     |
| 8 січня 2023           |              |                          |
| Дюнкерк (3)            | 2:2 пен. 4:5 | Осер                     |
| Бельфор (4)            | 3:1          | Олімпік (Сен-Кантен) (4) |
| Лоон-Плаж (6)          | 0:7          | Реймс                    |
| Лілль                  | 2:0          | Труа                     |
| 14 січня 2023          |              |                          |
| Пеї де Кассель (6)[X]  | 1:1 пен. 5:4 | Васкеаль (4)             |

### Група D
| Команда 1                    | Рахунок      | Команда 2       |
| ---------------------------- | ------------ | --------------- |
| 6 січня 2023                 |              |                 |
| Страсбур                     | 0:0 пен. 4:5 | Анже            |
| Шатору (3)                   | 1:3          | Парі Сен-Жермен |
| 7 січня 2023                 |              |                 |
| Страсбур-Конігсгоффен 06 (6) | 0:0 пен. 4:3 | Клермон         |
| Евре 27 (4)                  | 1:1 пен. 3:4 | Бастія (2)      |
| Ліон                         | 2:1          | Мец (2)         |
| Вільрю-Тій (6)               | 1:6          | Ансі (2)        |
| 8 січня 2023                 |              |                 |
| Шамальєр (4)                 | 0:0 пен. 6:5 | Бурж Фут 18 (4) |
| Авуан (5)                    | 1:2          | В'єрзон (4)     |

## 1/16 фіналу
| Команда 1                    | Рахунок      | Команда 2       |
| ---------------------------- | ------------ | --------------- |
| 20 січня 2023                |              |                 |
| Марсель                      | 1:0          | Ренн            |
| 21 січня 2023                |              |                 |
| Шамбері (5)                  | 0:3          | Ліон            |
| Плабеннек (5)                | 0:1          | Гренобль (2)    |
| Шамальєр (4)                 | 0:4          | Париж (2)       |
| Ле-Ерб'є (4)                 | 0:3          | Реймс           |
| Тулуза                       | 2:0          | Аяччо           |
| Грасс (4)                    | 0:0 пен. 4:5 | Родез (2)       |
| Бастія (2)                   | 1:1 пен. 1:4 | Лор'ян          |
| Страсбур-Конігсгоффен 06 (6) | 0:1          | Анже            |
| 22 січня 2023                |              |                 |
| Ніор (2)                     | 0:4          | Осер            |
| Лілль                        | 2:0          | По (2)          |
| Таон (5)                     | 0:0 пен. 2:4 | Нант            |
| Ле-Пюї (2)                   | 0:0 пен. 3:5 | В'єрзон (4)     |
| Бельфор (4)                  | 1:1 пен. 3:4 | Ансі (2)        |
| Брест                        | 1:3          | Ланс            |
| 23 січня 2023                |              |                 |
| Пеї де Кассель (6)           | 0:7          | Парі Сен-Жермен |

## 1/8 фіналу
| Команда 1     | Рахунок      | Команда 2       |
| ------------- | ------------ | --------------- |
| 8 лютого 2023 |              |                 |
| Ліон          | 2:2 пен. 4:2 | Лілль           |
| Тулуза        | 3:1          | Реймс           |
| В'єрзон (4)   | 0:1          | Гренобль (2)    |
| Осер          | 2:3          | Родез (2)       |
| Париж (2)     | 1:1 пен. 5:6 | Ансі (2)        |
| Анже          | 1:1 пен. 2:4 | Нант            |
| Марсель       | 2:1          | Парі Сен-Жермен |
| 9 лютого 2023 |              |                 |
| Лор'ян        | 1:1 пен. 2:4 | Ланс            |

## 1/4 фіналу
| Команда 1      | Рахунок      | Команда 2    |
| -------------- | ------------ | ------------ |
| 28 лютого 2023 |              |              |
| Ліон           | 2:1          | Гренобль (2) |
| 1 березня 2023 |              |              |
| Тулуза         | 6:1          | Родез (2)    |
| Нант           | 2:1          | Ланс         |
| Марсель        | 2:2 пен. 6:7 | Ансі (2)     |

## 1/2 фіналу
| Команда 1     | Рахунок | Команда 2 |
| ------------- | ------- | --------- |
| 5 квітня 2023 |         |           |
| Нант          | 1:0     | Ліон      |
| 6 квітня 2023 |         |           |
| Ансі (2)      | 1:2     | Тулуза    |

## Фінал
| 29 квітня 2023 21:00 CEST |

| Нант            | 1–5      | Тулуза                                       |
| --------------- | -------- | -------------------------------------------- |
| Блас 75' (пен.) | Протокол | Коста 4', 10' Даллінга 23', 31' Абухляль 79' |

| Стад-де-Франс, Сен-Дені Глядачів: 78 038 Арбітр: Бенуа Мілло |